# Per Gustafsson i Benestad
Per Johan Gustafsson (i riksdagen kallad Gustafsson i Benestad), född 16 oktober 1880 i Blädinge församling, Kronobergs län, död 14 april 1942 i Aringsås församling, Kronobergs län, var en svensk lantbrukare och riksdagspolitiker.
I riksdagen var Gustafsson ledamot av första kammaren från 1922 för Kronobergs och Hallands läns valkrets. Partipolitiskt tillhörde han Bondeförbundet.